# Emidio Martini
Emidio Martini (Napoli, 9 novembre 1853 – Napoli, 1º febbraio 1940) è stato un grecista, filologo classico e bibliotecario italiano.

## Biografia
Allievo di Domenico Comparetti, fu traduttore di gran parte dei Dialoghi di Platone. Già curatore della Biblioteca Nazionale di Napoli, nel 1906 catalogò i manoscritti della Biblioteca Ambrosiana, in collaborazione con Domenico Bassi: il Catalogus codicum Graecorum Bibliothecae Ambrosianae (Milano, 1906) nel 1908 ricevette il premio dei Lincei; questo catalogo contiene la descrizione di ben 1093 codici, condotta secondo i criteri già codificati da Girolamo Vitelli e Enea Piccolomini, con cenni sul contenuto dei manoscritti e sul loro aspetto esterno; la bibliografia è aggiornata e amplissimi sono gli indici.